# Chailly-en-Gâtinais
Chailly-en-Gâtinais település Franciaországban, Loiret megyében. Lakosainak száma 688 fő (2022. január 1.). Chailly-en-Gâtinais Presnoy, Auvilliers-en-Gâtinais, Beauchamps-sur-Huillard, Châtenoy, Coudroy, Noyers és Thimory községekkel határos.

## Népesség
A település népességének változása:
| Lakosok száma | 298  | 415  | 459  | 649  | 704  | 702  | 683  | 679  | 677  | 688  |
|               | 1968 | 1982 | 1990 | 2006 | 2013 | 2015 | 2017 | 2019 | 2020 | 2022 |